# Koncert u spomen na Freddieja Mercuryja
Koncert u spomen na Freddieja Mercuryja za svijest o kopnici (eng. The Freddie Mercury Tribute Concert For Aids Awareness) bio je dobrotvorni koncert na otvorenom, održan 20. travnja 1992. godine u Londonu na stadionu Wembley. Izravan prijenos koncerta mogao se pratiti diljem svijeta putem radija i televizije. Koncert su organizirali preostali članovi sastava Queen u počast njihovog, od AIDS-a preminulog, pjevača Freddieja Mercuryja.
U veljači 1992. godine, na godišnjoj dodjeli nagrada Brit awards, Brian May i Roger Taylor najavili su održavanje koncerta, a sljedeći dan kada su karte bile puštene u prodaju, u roku od samo šest sati prodano je svih 72.000 ulaznica iako nisu bili poznati izvođači koji će sudjelovati uz preostale članove sastava Queen.
U travnju 2002. godine, izdana je snimka koncerta na DVDu i odmah na britanskoj ljestvici stigla na prvo mjesto. Nažalost, objavljen je bez prvog dijela koncerta i zbog toga su upućene oštre kritike. S DVD-a je izostavljena izvedba pjesme "Innuendo" na osobni zahtjev Roberta Planta zbog njegovih problema s glasom tijekom nastupa.

## Izvođači
1. dio
- Metallica - Enter Sandman, Sad But True, Nothing Else Matters
- Extreme - Queen-Medley (Mustapha, Bohemian Rhapsody, Keep Yourself Alive, I Want To Break Free, Fat Bottomed Girls, Bicycle Race, Another One Bites the Dust, We Will Rock You, Stone Cold Crazy, Radio Ga Ga, Love Of My Life), More Than Words
- Def Leppard - Animal, Let's Get Rocked, Now I'm Here (s Brianom Mayom)
- Bob Geldof - Too Late God
- Spinal Tap - The Majesty Of Rock
- Guns N' Roses - Paradise City, Knockin´On Heaven´s Door
- govor Elizabeth Taylor

2. dio - zajednički nastup preostalih članova sastava "Queen" - Brian May, Roger Taylor i John Deacon s gostima
- Queen, Joe Elliot (Def Leppard) i Slash - Tie Your Mother Down
- Queen, Roger Daltrey i Tony Iommi - Heaven And Hell (intro), Pinball Wizard (intro), I Want It All
- Queen i Zucchero - Las Palabras de Amor (The Words of Love)
- Queen i Gary Cherone (s Tonyjem Iommijem) - Hammer To Fall
- Queen i James Hetfield (s Tonyjem Iommijem) - Stone Cold Crazy
- Queen i Robert Plant - Innuendo, Kashmir, Thank You (intro), Crazy Little Thing Called Love
- Queen (Brian May i Spike Edney) - Too Much Love Will Kill You
- Queen i Paul Young - Radio Ga Ga
- Queen i Seal - Who Wants To Live Forever
- Queen i Lisa Stansfield - I Want To Break Free
- Queen, David Bowie i Annie Lennox - Under Pressure
- Queen, Ian Hunter, Mick Ronson i David Bowie - All The Young Dudes
- Queen, David Bowie i Mick Ronson - Heroes
- Queen i George Michael - ´39
- Queen, George Michael i Lisa Stansfield - These Are The Days of Our Lives
- Queen i George Michael - Somebody to Love
- Queen, Elton John i Axl Rose - Bohemian Rhapsody
- Queen, Elton John i Tony Iommi - The Show Must Go On
- Queen i Axl Rose - We Will Rock You
- Queen i Liza Minnelli sa svim izvođačima - We Are the Champions

## Vanjske poveznice
- Freddie Mercury Tribute Concert u internetskoj bazi filmova IMDb-a